# ミスエデュケーション
『ミスエデュケーション』（The Miseducation of Lauryn Hill）は、アメリカ合衆国の女性歌手、ローリン・ヒルが1998年に発売したオリジナル・アルバム。『ローリング・ストーン』誌による大規模な投票「オールタイム・グレイテスト・アルバム500」（2020年版）において10位にランクインした。

## 概要
フージーズのメンバーであるローリン・ヒルによる2021年現在のところ唯一となるソロ・アルバム。アルバムタイトルである"miseducation"は誤った教育を意味する。発表後全米ビルボードNo.1ヒットを記録し、ローリング・ストーン誌やスピン誌などで年間のベストアルバムに選ばれるなど興行面、批評面の双方で高い評価を受けた。発売翌年の1999年に開催された第41回グラミー賞では『ミスエデュケーション』が11部門にノミネートされ、最優秀新人賞、最優秀アルバム賞など、女性アーティスト史上最多の5部門を制した。ヒップホップアルバムがグラミー賞の主要部門の最優秀アルバム賞を受賞したのは本作が初めてである(後に2004年の第46回グラミー賞において、アウトキャストの「スピーカーボックス~ザ・ラヴ・ビロウ」が受賞を果たしているが、それ以降の受賞はない)。
2014年にはアメリカ議会図書館の全米録音資料登録簿に永久保存された。

## 背景
ボブ・マーリーの息子であるローアン・マーリーと交際し、その後妊娠。これら状況の変化を経て、産休を利用して曲を書き始めたのをきっかけにアルバム制作が本格化した。サウスオレンジのスタジオで30曲以上の曲が書かれた。
レコーディングの初日にはハープ、弦、ティンパニーのドラム、オルガン、クラリネットなど、自身が恋に落ちた楽器を全て注文したという。最初はアメリカ国内でレコーディングを行っていたが、その後はジャマイカのキングストンにあるボブ・マーリーが作ったスタジオ「タフ・ゴング・スタジオ」にて大半のレコーディングを行った。
外部プロデューサーを起用する案も会社側が提案したが、可能な限りセルフ・プロデュースをしたいという趣旨から本人が断りをいれている。

## 収録曲
1. Intro
学校の教室で出欠を取る教師の声で始まり、構成されたイントロダクション。
2. Lost Ones
3. Ex-Factor
かつて共にフージーズのメンバーとして活動したワイクリフ・ジョンに宛てたとされるバラード曲。
4. To Zion (feat. Carlos Santana)
5. Doo-Wop (That Thing)
6. Superstar
7. Final Hour
8. When It Hurts so Bad
9. I Used to Love Him (feat. Mary J. Blige)
10. Forgive Them Father
11. Every Ghetto, Every City
子供の頃を回想した内容で、歌詞では故郷であるサウス・オレンジへの愛着などを語っている。
12. Nothing Even Matters (feat. D'Angelo)
13. Everything Is Everything
14. The Miseducation of Lauryn Hill
15. Can't Take My Eyes Off of You
「君の瞳に恋してる」のカヴァー
16. Tell Him